# Reactor d'aigua bullint avançat

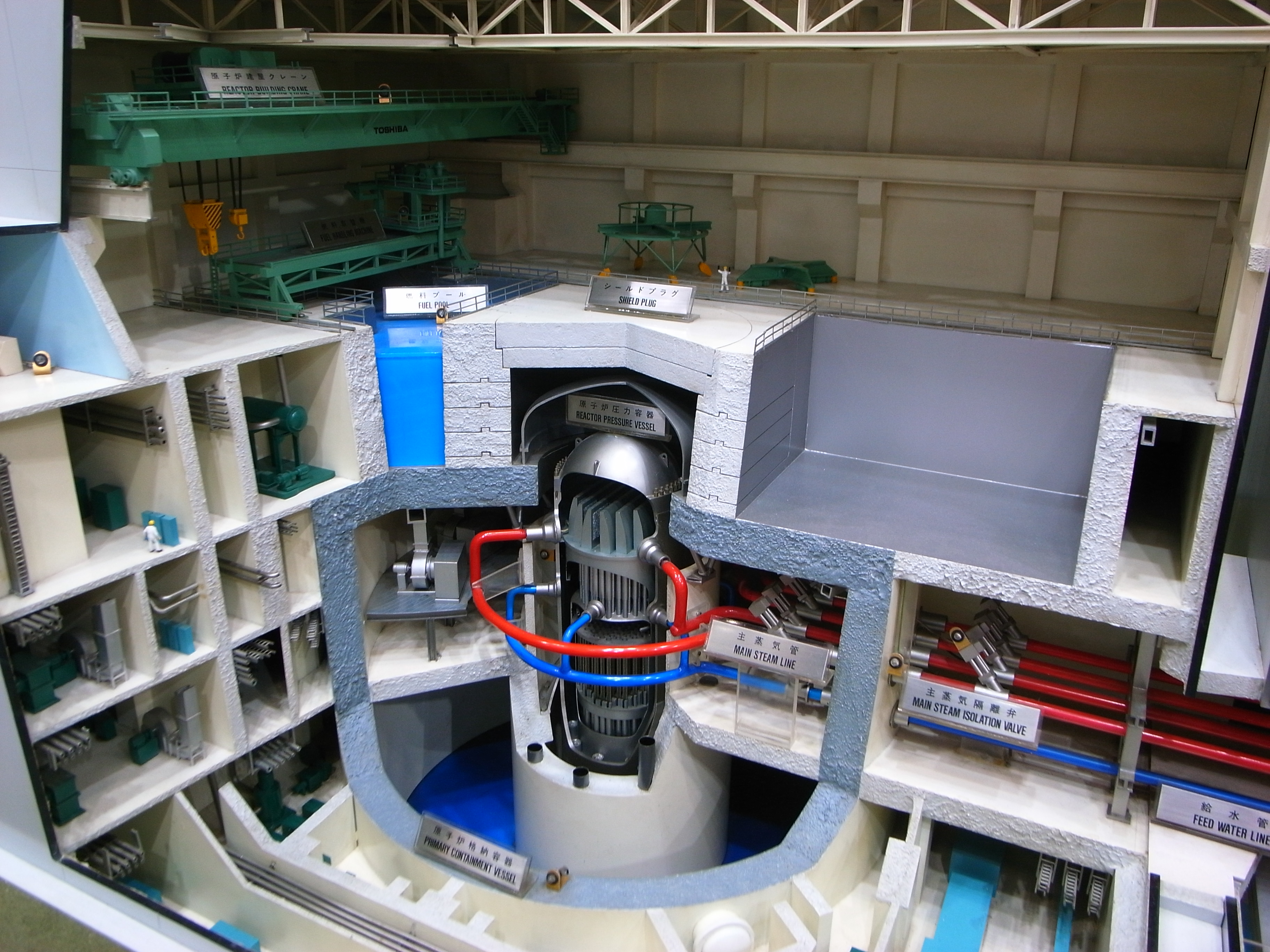
Model del Toshiba ABWR.

El reactor d'aigua bullint avançat (ABWR) és un reactor d'aigua bullint de la tercera generació. L'ABWR l'ofereixen actualment GE Hitachi Nuclear Energy (GEH) i Toshiba. L'ABWR genera energia elèctrica utilitzant vapor per alimentar una turbina connectada a un generador; el vapor es bull a partir de l'aigua utilitzant la calor generada per reaccions de fissió dins del combustible nuclear. La unitat 6 de Kashiwazaki-Kariwa es considera el primer reactor de tercera generació del món.
Els reactors d'aigua bullint (BWR) són la segona forma més comuna de reactor d'aigua lleugera amb un disseny de cicle directe que utilitza menys components grans de subministrament de vapor que el reactor d'aigua a pressió (PWR), que empra un cicle indirecte. L'ABWR és l'estat actual de l'art en els reactors d'aigua bullint, i és el primer disseny de reactor de la tercera generació que es va construir completament, amb diversos reactors complets i en funcionament. Els primers reactors es van construir a temps i sota pressupost al Japó, amb altres en construcció a Taiwan. Els ABWR estaven en comanda als Estats Units, inclosos dos reactors al lloc del projecte South Texas. S'informa que els projectes tant a Taiwan com als Estats Units tenen un pressupost excessiu.
El disseny estàndard de la planta ABWR té una sortida elèctrica neta d'uns 1,35 GW, generat a partir d'uns 3.926 MW de potència tèrmica.

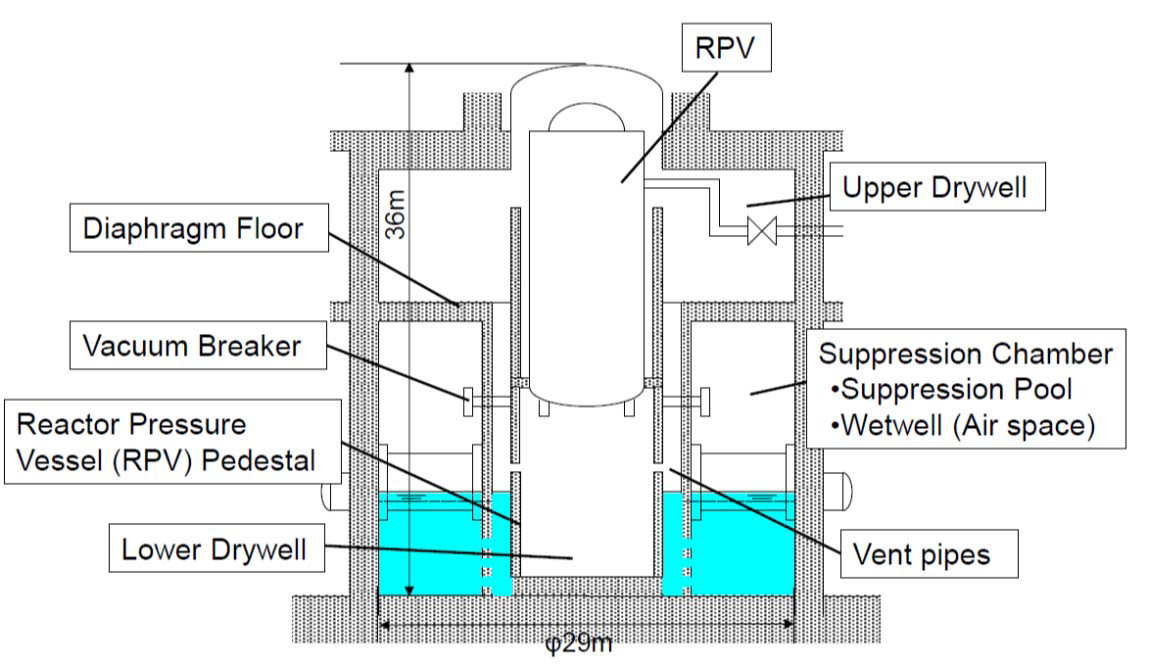
Secció transversal del vaixell de contenció de formigó armat (RCCV) de disseny ABWR del Regne Unit

## Visió general del disseny

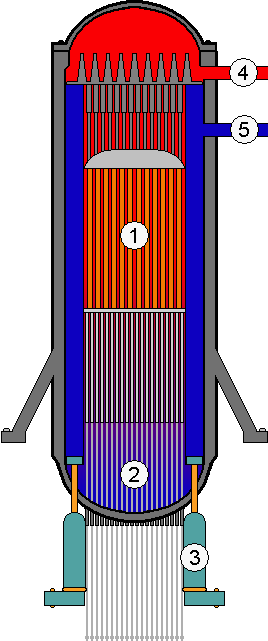
Recipient a pressió de l'ABWR. 1: Nucli del reactor 2: Barres de control 3: Bomba d'aigua interna 4: Conduït de vapor fins al generador de turbina 5: Flux d'aigua de refrigeració al nucli

L'ABWR representa una ruta evolutiva per a la família BWR, amb nombrosos canvis i millores als dissenys anteriors de BWR.
Les principals àrees de millora inclouen:
- L'addició de bombes internes del reactor (RIP) muntades a la part inferior del recipient a pressió del reactor (RPV) -10 en total- que aconsegueixen un rendiment millorat alhora que s'eliminen les grans bombes de recirculació en contenció i les interfícies de canonades complexes i de gran diàmetre associades amb el RPV ( per exemple, el bucle de recirculació que es trobava en models BWR anteriors). Només el motor RIP es troba fora del RPV a l'ABWR. Segons el Tier 1 Design Control Document (que és el document oficialment certificat de la Comissió Reguladora Nuclear que descriu generalment el disseny de la central), cada RIP té una capacitat nominal de 6.912 m3/h.
- Les capacitats d'ajust de la barra de control s'han complementat amb l'addició d'un accionament electrohidràulic de la barra de control de moviment fin (FMCRD), que permet un ajust de posició fi amb un motor elèctric, sense perdre la fiabilitat ni la redundància dels sistemes hidràulics tradicionals dissenyats per aconseguir un apagat ràpid en 2,80 s des de la recepció d'un senyal d'inici o ARI (inserció de vareta alternativa) en un període més gran però encara insignificant. El FMCRD també millora la defensa en profunditat en cas de contingències hidràuliques primàries i ARI.
- Un sistema de protecció de reactors (RPS) totalment digital (amb còpies de seguretat digitals redundants i còpies de seguretat manuals redundants) garanteix un alt nivell de fiabilitat i simplificació per a la detecció i resposta de les condicions de seguretat. Aquest sistema inicia la inserció hidràulica ràpida de barres de control per a l'aturada (coneguda com SCRAM pels enginyers nuclears) quan cal. La lògica d'apagada ràpida de dos de quatre per paràmetre garanteix que les parades ràpides molestes no es desencadenen per fallades d'un sol instrument. L'RPS també pot activar ARI, rodatge FMCRD per aturar la reacció nuclear en cadena. L'actuació del sistema de control de líquid en espera (SLCS) es proporciona com a lògica diversa en el cas improbable d'un transitori anticipat sense Scram.
- Els controls del reactor totalment digitals (amb còpies de seguretat digitals redundants i còpies de seguretat manuals (analògiques) redundants) permeten que la sala de control controli de manera fàcil i ràpida les operacions i els processos de la planta. Els busos de multiplexació digital redundants i separats de seguretat i no relacionats amb la seguretat permeten la fiabilitat i la diversitat d'instrumentació i control.↵ En particular, el reactor està automatitzat per a la posada en marxa (és a dir, iniciar la reacció nuclear en cadena i l'ascens a la potència) i per a l'aturada estàndard utilitzant només sistemes automàtics. Per descomptat, els operadors humans segueixen sent essencials per al control i la supervisió del reactor, però gran part del treball ocupat de portar el reactor a la potència i baixar-lo es pot automatitzar a criteri de l'operador. El sistema de refrigeració central d'emergència (ECCS) s'ha millorat en moltes àrees, proporcionant un nivell molt alt de defensa en profunditat contra accidents, contingències i incidents.↵
- El sistema global s'ha dividit en 3 divisions; cada divisió és capaç, per si mateixa, de reaccionar a l'accident de base de disseny/falla limitant (DBA) màxim contingent i finalitzar l'accident abans de la descoberta del nucli, fins i tot en cas de pèrdua de potència fora del lloc i pèrdua d'aigua d'alimentació adequada. Els BWR anteriors tenien 2 divisions i es preveia que la descoberta (però sense danys al nucli) es produís durant un curt període en cas d'accident greu, abans de la resposta de l'ECCS.
- Divuit SORV (vàlvules d'alleujament de sobrepressió de seguretat), vuit de les quals formen part de l'ADS (sistema de depressurització automàtica), asseguren que els esdeveniments de sobrepressió RPV es mitiguen ràpidament i que, si cal, que el reactor es pugui despresuritzar ràpidament a un nivell en què la pressió sigui baixa. Es pot utilitzar l'inundador de nucli (LPCF, el mode d'alta capacitat del sistema d'eliminació de calor residual, que substitueix els LPCI i LPCS en models BWR anteriors).
- A més, LPCF pot injectar-se contra pressions RPV molt més altes, proporcionant un major nivell de seguretat en cas de trencaments de mida intermèdia, que podria ser prou petit com per provocar una despressurització natural lenta, però podria ser prou gran com per donar lloc a un nucli/refrigerant d'alta pressió. la capacitat de resposta dels sistemes d'injecció es veu desbordada per la mida de la ruptura.
- Tot i que el bus elèctric de classe 1E (relacionat amb la seguretat) encara està alimentat per 3 generadors dièsel d'emergència altament fiables relacionats amb la seguretat, un bus elèctric addicional de protecció de la inversió en plantes que utilitza una turbina de gas de combustió es troba al lloc per generar electricitat per proporcionar defensa. -en profunditat contra contingències d'apagada de l'estació, així com per alimentar sistemes importants però no crítics per a la seguretat en cas de pèrdua d'energia fora del lloc.
- Tot i que una divisió de l'ECCS no té capacitats d'inundació d'alta pressió (HPCF), existeix una turbobomba de refrigeració d'aïllament del nucli del reactor (RCIC) impulsada per vapor i amb classificació de seguretat que té una classificació d'alta pressió i té una àmplia bateria de còpia de seguretat per a la seva instrumentació i sistemes de control, assegurant que la refrigeració es mantingui fins i tot en cas d'apagada de l'estació completa amb fallada dels 3 generadors dièsel d'emergència, la turbina de gas de combustió